# Wahlkreis Reggio nell’Emilia (Camera dei deputati)
Der Wahlkreis Reggio nell’Emilia war von 1993 bis 2005 und ist seit 2017 wieder ein Wahlkreis (italienisch collegio elettorale) für die Wahl der Abgeordnetenkammer.

## Von 1993 bis 2005

### Wahlkreisgebiet
Der Wahlkreis umfasste die Gemeinde Reggio nell’Emilia.

### Wahlergebnisse

#### Parlamentswahl 1994

##### Direktstimmen
| Kandidaten               | Kandidaten          | Parteien                                 | Stimmen | %    |
| ------------------------ | ------------------- | ---------------------------------------- | ------- | ---- |
|                          | Antonio Sodagewählt | Progressisti                             | 53.964  | 52,9 |
|                          | Cesare Ghinelli     | Polo delle Libertà (FI – LN – CCD – UdC) | 21.713  | 21,3 |
|                          | Annamaria Marzi     | Patto per l’Italia                       | 15.768  | 15,5 |
|                          | Marco Eboli         | Alleanza Nazionale                       | 7.022   | 6,9  |
|                          | Stella Borghi       | Lista Marco Pannella – Riformatori       | 3.508   | 3,4  |
| Gesamt                   | Gesamt              | Gesamt                                   | 101.975 | 100  |
|                          |                     |                                          |         |      |
| Ungültige Stimmen        | Ungültige Stimmen   | Ungültige Stimmen                        | 4.222   | 4,0  |
| Wähler                   | Wähler              | Wähler                                   | 106.197 | 93,7 |
| Wahlberechtigte          | Wahlberechtigte     | Wahlberechtigte                          | 113.356 |      |
|                          |                     |                                          |         |      |
| Quelle: Innenministerium |                     |                                          |         |      |

##### Listenstimmen
| Parteien                             | Parteien                        | Parteien                           | Stimmen | %    |
| ------------------------------------ | ------------------------------- | ---------------------------------- | ------- | ---- |
|                                      | Progressisti                    | Partito Democratico della Sinistra | 41.729  | 40,4 |
| Partito della Rifondazione Comunista | Progressisti                    | 7.068                              | 6,9     |      |
| Federazione dei Verdi                | Progressisti                    | 2.981                              | 2,9     |      |
| Partito Socialista Italiano          | Progressisti                    | 1.861                              | 1,8     |      |
| Alleanza Democratica                 | Progressisti                    | 1.365                              | 1,3     |      |
| La Rete                              | Progressisti                    | 1.157                              | 1,1     |      |
| ↳ Gesamt                             | Progressisti                    | 56.161                             | 54,4    |      |
|                                      | Polo delle Libertà              | Forza Italia                       | 13.511  | 13,1 |
| Lega Nord                            | Polo delle Libertà              | 5.945                              | 5,8     |      |
| ↳ Gesamt                             | Polo delle Libertà              | 19.456                             | 18,9    |      |
|                                      | Patto per l’Italia              | Partito Popolare Italiano          | 10.375  | 10,1 |
| Patto Segni                          | Patto per l’Italia              | 5.913                              | 5,7     |      |
| ↳ Gesamt                             | Patto per l’Italia              | 16.288                             | 15,8    |      |
|                                      | Alleanza Nazionale              | Alleanza Nazionale                 | 6.893   | 6,7  |
|                                      | Lista Marco Pannella            | Lista Marco Pannella               | 3.905   | 3,8  |
|                                      | Socialdemocrazia per le Libertà | Socialdemocrazia per le Libertà    | 289     | 0,3  |
|                                      | Partito Democratico             | Partito Democratico                | 182     | 0,2  |
| Gesamt                               | Gesamt                          | Gesamt                             | 103.174 | 100  |
|                                      |                                 |                                    |         |      |
| Ungültige Stimmen                    | Ungültige Stimmen               | Ungültige Stimmen                  | 3.034   | 2,9  |
| Wähler                               | Wähler                          | Wähler                             | 106.208 | 93,7 |
| Wahlberechtigte                      | Wahlberechtigte                 | Wahlberechtigte                    | 113.356 |      |
|                                      |                                 |                                    |         |      |
| Quelle: Innenministerium             |                                 |                                    |         |      |

#### Parlamentswahl 1996

##### Direktstimmen
| Kandidaten               | Kandidaten          | Parteien            | Stimmen | %    |
| ------------------------ | ------------------- | ------------------- | ------- | ---- |
|                          | Antonio Sodagewählt | L’Ulivo             | 67.356  | 66,4 |
|                          | Luisa Martelli      | Polo per le Libertà | 27.202  | 26,8 |
|                          | Paolo Roggero       | Lega Nord           | 6.813   | 6,7  |
| Gesamt                   | Gesamt              | Gesamt              | 101.371 | 100  |
|                          |                     |                     |         |      |
| Ungültige Stimmen        | Ungültige Stimmen   | Ungültige Stimmen   | 4.003   | 3,8  |
| Wähler                   | Wähler              | Wähler              | 105.374 | 91,8 |
| Wahlberechtigte          | Wahlberechtigte     | Wahlberechtigte     | 114.838 |      |
|                          |                     |                     |         |      |
| Quelle: Innenministerium |                     |                     |         |      |

##### Listenstimmen
| Parteien                                          | Parteien                             | Parteien                             | Stimmen | %    |
| ------------------------------------------------- | ------------------------------------ | ------------------------------------ | ------- | ---- |
|                                                   | L’Ulivo                              | Partito Democratico della Sinistra   | 40.679  | 39,8 |
| Popolari per Prodi (PPI – SVP – PRI – UD – Prodi) | L’Ulivo                              | 11.905                               | 11,7    |      |
| Rinnovamento Italiano                             | L’Ulivo                              | 3.546                                | 3,5     |      |
| Federazione dei Verdi                             | L’Ulivo                              | 2.562                                | 2,5     |      |
| ↳ Gesamt                                          | L’Ulivo                              | 58.692                               | 57,5    |      |
|                                                   | Polo per le Libertà                  | Forza Italia                         | 13.221  | 12,9 |
| Alleanza Nazionale                                | Polo per le Libertà                  | 8.811                                | 8,6     |      |
| CCD – CDU                                         | Polo per le Libertà                  | 5.012                                | 4,9     |      |
| ↳ Gesamt                                          | Polo per le Libertà                  | 27.044                               | 26,5    |      |
|                                                   | Partito della Rifondazione Comunista | Partito della Rifondazione Comunista | 7.646   | 7,5  |
|                                                   | Lega Nord                            | Lega Nord                            | 6.373   | 6,2  |
|                                                   | Lista Pannella – Sgarbi              | Lista Pannella – Sgarbi              | 1.982   | 1,9  |
|                                                   | Fiamma Tricolore                     | Fiamma Tricolore                     | 290     | 0,3  |
|                                                   | Nuova Democrazia                     | Nuova Democrazia                     | 130     | 0,1  |
| Gesamt                                            | Gesamt                               | Gesamt                               | 102.157 | 100  |
|                                                   |                                      |                                      |         |      |
| Ungültige Stimmen                                 | Ungültige Stimmen                    | Ungültige Stimmen                    | 3.219   | 3,1  |
| Wähler                                            | Wähler                               | Wähler                               | 105.376 | 91,8 |
| Wahlberechtigte                                   | Wahlberechtigte                      | Wahlberechtigte                      | 114.838 |      |
|                                                   |                                      |                                      |         |      |
| Quelle: Innenministerium                          |                                      |                                      |         |      |

#### Parlamentswahl 2001

##### Direktstimmen
| Kandidaten               | Kandidaten          | Parteien           | Stimmen | %    |
| ------------------------ | ------------------- | ------------------ | ------- | ---- |
|                          | Antonio Sodagewählt | L’Ulivo            | 65.461  | 64,2 |
|                          | Liborio Cataliotti  | Casa delle Libertà | 32.265  | 31,7 |
|                          | Gianni Serventi     | Lista Di Pietro    | 4.215   | 4,1  |
| Gesamt                   | Gesamt              | Gesamt             | 101.941 | 100  |
|                          |                     |                    |         |      |
| Ungültige Stimmen        | Ungültige Stimmen   | Ungültige Stimmen  | 4.142   | 3,9  |
| Wähler                   | Wähler              | Wähler             | 106.083 | 89,0 |
| Wahlberechtigte          | Wahlberechtigte     | Wahlberechtigte    | 119.146 |      |
|                          |                     |                    |         |      |
| Quelle: Innenministerium |                     |                    |         |      |

##### Listenstimmen
| Parteien                               | Parteien                             | Parteien                             | Stimmen | %    |
| -------------------------------------- | ------------------------------------ | ------------------------------------ | ------- | ---- |
|                                        | L’Ulivo                              | Democratici di Sinistra              | 34.959  | 34,0 |
| La Margherita (Dem – PPI – RI – Udeur) | L’Ulivo                              | 18.264                               | 17,7    |      |
| Il Girasole (FdV – SDI)                | L’Ulivo                              | 2.375                                | 2,3     |      |
| Partito dei Comunisti Italiani         | L’Ulivo                              | 1.717                                | 1,7     |      |
| ↳ Gesamt                               | L’Ulivo                              | 57.315                               | 55,7    |      |
|                                        | Casa delle Libertà                   | Forza Italia                         | 19.829  | 19,3 |
| Alleanza Nazionale                     | Casa delle Libertà                   | 8.144                                | 7,9     |      |
| CCD – CDU                              | Casa delle Libertà                   | 2.679                                | 2,6     |      |
| Lega Nord                              | Casa delle Libertà                   | 2.502                                | 2,4     |      |
| Nuovo PSI                              | Casa delle Libertà                   | 991                                  | 1,0     |      |
| ↳ Gesamt                               | Casa delle Libertà                   | 34.145                               | 33,2    |      |
|                                        | Partito della Rifondazione Comunista | Partito della Rifondazione Comunista | 4.614   | 4,5  |
|                                        | Lista Di Pietro                      | Lista Di Pietro                      | 3.576   | 3,5  |
|                                        | Lista Emma Bonino                    | Lista Emma Bonino                    | 2.158   | 2,1  |
|                                        | Democrazia Europea                   | Democrazia Europea                   | 976     | 0,9  |
|                                        | Paese Nuovo                          | Paese Nuovo                          | 91      | 0,1  |
|                                        | Abolizione Scorporo                  | Abolizione Scorporo                  | 40      | 0,0  |
| Gesamt                                 | Gesamt                               | Gesamt                               | 102.915 | 100  |
|                                        |                                      |                                      |         |      |
| Ungültige Stimmen                      | Ungültige Stimmen                    | Ungültige Stimmen                    | 3.176   | 3,0  |
| Wähler                                 | Wähler                               | Wähler                               | 106.091 | 89,0 |
| Wahlberechtigte                        | Wahlberechtigte                      | Wahlberechtigte                      | 119.146 |      |
|                                        |                                      |                                      |         |      |
| Quelle: Innenministerium               |                                      |                                      |         |      |

## Von 2017 bis 2020

### Wahlkreisgebiet
Der Wahlkreis umfasste Gemeinden: 

### Wahlergebnisse

#### Parlamentswahl 2018
| Kandidaten               | Kandidaten               | Stimmen | %    | Listen                                      | Stimmen | %    |
| ------------------------ | ------------------------ | ------- | ---- | ------------------------------------------- | ------- | ---- |
|                          | Graziano Delriogewählt   | 44.672  | 36,0 | Partito Democratico                         | 38.205  | 30,8 |
| +Europa                  | Graziano Delriogewählt   | 44.672  | 36,0 | 4.504                                       | 3,6     |      |
| Italia Europa Insieme    | Graziano Delriogewählt   | 44.672  | 36,0 | 1.221                                       | 1,0     |      |
| Civica Popolare          | Graziano Delriogewählt   | 44.672  | 36,0 | 742                                         | 0,6     |      |
|                          | Maria Edera Spadoni      | 35.262  | 28,4 | Movimento 5 Stelle                          | 35.262  | 28,4 |
|                          | Agnese Zaghi             | 32.014  | 25,8 | Lega                                        | 17.363  | 14,0 |
| Forza Italia             | Agnese Zaghi             | 32.014  | 25,8 | 10.530                                      | 8,5     |      |
| Fratelli d’Italia        | Agnese Zaghi             | 32.014  | 25,8 | 3.462                                       | 2,8     |      |
| Noi con l’Italia – UDC   | Agnese Zaghi             | 32.014  | 25,8 | 659                                         | 0,5     |      |
|                          | Mirko Tutino             | 6.820   | 5,5  | Liberi e Uguali                             | 6.820   | 5,5  |
|                          | Barbara Castiglioni      | 1.694   | 1,4  | Potere al Popolo!                           | 1.694   | 1,4  |
|                          | Riccardo Sciortino       | 1.127   | 0,9  | Partito Comunista                           | 1.127   | 0,9  |
|                          | Anna Maria Pia Pettolino | 1.081   | 0,9  | Il Popolo della Famiglia                    | 1.081   | 0,9  |
|                          | Giulia Spaggiari         | 618     | 0,5  | CasaPound Italia                            | 618     | 0,5  |
|                          | Angela Guglielmino       | 349     | 0,3  | Italia agli Italiani (FT – FN)              | 349     | 0,3  |
|                          | Gian Luca Petri          | 265     | 0,2  | Per una Sinistra Rivoluzionaria (SCR – PCL) | 265     | 0,2  |
|                          | Andrea Spallanzani       | 221     | 0,2  | Partito Repubblicano Italiano – ALA         | 221     | 0,2  |
| Gesamt                   | Gesamt                   | 124.123 | 100  |                                             | 124.123 | 100  |
|                          |                          |         |      |                                             |         |      |
| Ungültige Stimmen        | Ungültige Stimmen        | 3.462   | 2,7  |                                             |         |      |
| Wähler                   | Wähler                   | 127.585 | 78,6 |                                             |         |      |
| Wahlberechtigte          | Wahlberechtigte          | 162.355 |      |                                             |         |      |
|                          |                          |         |      |                                             |         |      |
| Quelle: Innenministerium |                          |         |      |                                             |         |      |

## Seit 2020

### Wahlkreisgebiet
| Wahlkreise – Camera dei deputati – Emilia-Romagna | Wahlkreise – Camera dei deputati – Emilia-Romagna | Wahlkreise – Camera dei deputati – Emilia-Romagna                          |
| Provinz                                           | Provinz                                           | Gemeinden nach Provinzen ⮞ Wahlkreis                                       |
| ------------------------------------------------- | ------------------------------------------------- | -------------------------------------------------------------------------- |
|                                                   | Metropolitanstadt Bologna (55 Gemeinden)          | 1 ⮞ Wahlkreis Bologna 32 ⮞ Wahlkreis Imola 22 ⮞ Wahlkreis Carpi            |
|                                                   | Provinz Ferrara (21 Gemeinden)                    | alle ⮞ Wahlkreis Ferrara                                                   |
|                                                   | Provinz Forlì-Cesena (30 Gemeinden)               | alle ⮞ Wahlkreis Forlì                                                     |
|                                                   | Provinz Modena (47 Gemeinden)                     | 28 ⮞ Wahlkreis Modena 12 ⮞ Wahlkreis Carpi 7 ⮞ Wahlkreis Imola             |
|                                                   | Provinz Parma (44 Gemeinden)                      | 36 ⮞ Wahlkreis Parma 8 ⮞ Wahlkreis Piacenza                                |
|                                                   | Provinz Piacenza (46 Gemeinden)                   | alle ⮞ Wahlkreis Piacenza                                                  |
|                                                   | Provinz Ravenna (18 Gemeinden)                    | alle ⮞ Wahlkreis Ravenna                                                   |
|                                                   | Provinz Reggio Emilia (42 Gemeinden)              | 37 ⮞ Wahlkreis Reggio nell’Emilia 3 ⮞ Wahlkreis Modena 2 ⮞ Wahlkreis Parma |
|                                                   | Provinz Rimini (27 Gemeinden)                     | alle ⮞ Wahlkreis Rimini                                                    |

Der Wahlkreis umfasst 37 Gemeinden der Provinz Reggio nell’Emilia (Albinea, Bagnolo in Piano, Bibbiano, Cadelbosco di Sopra, Campagnola Emilia, Campegine, Canossa, Carpineti, Casina, Castelnovo di Sotto, Castelnovo ne’ Monti, Cavriago, Correggio, Fabbrico, Gattatico, Gualtieri, Guastalla, Luzzara, Montecchio Emilia, Novellara, Poviglio, Quattro Castella, Reggio nell’Emilia, Reggiolo, Rio Saliceto, Rolo, Rubiera, San Martino in Rio, San Polo d’Enza, Sant’Ilario d’Enza, Scandiano, Toano, Ventasso, Vetto, Vezzano sul Crostolo, Viano und Villa Minozzo).

### Wahlergebnisse

#### Parlamentswahl 2022
| Kandidaten                          | Kandidaten                | Stimmen | %    | Listen                                                  | Stimmen | %    |
| ----------------------------------- | ------------------------- | ------- | ---- | ------------------------------------------------------- | ------- | ---- |
|                                     | Ilenia Malavasigewählt    | 97.897  | 39,6 | Partito Democratico – Italia Democratica e Progressista | 75.794  | 30,7 |
| Alleanza Verdi e Sinistra           | Ilenia Malavasigewählt    | 97.897  | 39,6 | 12.758                                                  | 5,2     |      |
| +Europa                             | Ilenia Malavasigewählt    | 97.897  | 39,6 | 8.467                                                   | 3,4     |      |
| Impegno Civico – Centro Democratico | Ilenia Malavasigewählt    | 97.897  | 39,6 | 878                                                     | 0,4     |      |
|                                     | Roberta Rigon             | 83.177  | 33,7 | Fratelli d’Italia                                       | 51.281  | 20,8 |
| Lega per Salvini Premier            | Roberta Rigon             | 83.177  | 33,7 | 17.347                                                  | 7,0     |      |
| Forza Italia                        | Roberta Rigon             | 83.177  | 33,7 | 13.393                                                  | 5,4     |      |
| Noi Moderati                        | Roberta Rigon             | 83.177  | 33,7 | 1.156                                                   | 0,5     |      |
|                                     | Daniele Piccoli           | 28.163  | 11,4 | Movimento 5 Stelle                                      | 28.163  | 11,4 |
|                                     | Maura Manghi              | 21.679  | 8,8  | Azione – Italia Viva                                    | 21.679  | 8,8  |
|                                     | Ermanno Sezzi             | 4.442   | 1,8  | Italexit per l’Italia                                   | 4.442   | 1,8  |
|                                     | Francesco Faccioli        | 3.797   | 1,5  | Italia Sovrana e Popolare                               | 3.797   | 1,5  |
|                                     | Natale Cuccurese          | 3.174   | 1,3  | Unione Popolare                                         | 3.174   | 1,3  |
|                                     | Simona Gherpelli          | 2.539   | 1,0  | Vita                                                    | 2.539   | 1,0  |
|                                     | Carmen Grazioso           | 1.610   | 0,7  | Partito Animalista – UCDL – 10 Volte Meglio             | 1.610   | 0,7  |
|                                     | Rajasulakshana Jesuthasan | 404     | 0,2  | Sud chiama Nord                                         | 404     | 0,2  |
|                                     | Luca Pancaldi             | 203     | 0,1  | Noi di Centro – Europeisti                              | 203     | 0,1  |
| Gesamt                              | Gesamt                    | 247.085 | 100  |                                                         | 247.085 | 100  |
|                                     |                           |         |      |                                                         |         |      |
| Ungültige Stimmen                   | Ungültige Stimmen         | 9.944   | 3,9  |                                                         |         |      |
| Wähler                              | Wähler                    | 257.029 | 72,9 |                                                         |         |      |
| Wahlberechtigte                     | Wahlberechtigte           | 352.736 |      |                                                         |         |      |
|                                     |                           |         |      |                                                         |         |      |
| Quelle: Innenministerium            |                           |         |      |                                                         |         |      |